# Basilika Mondsee

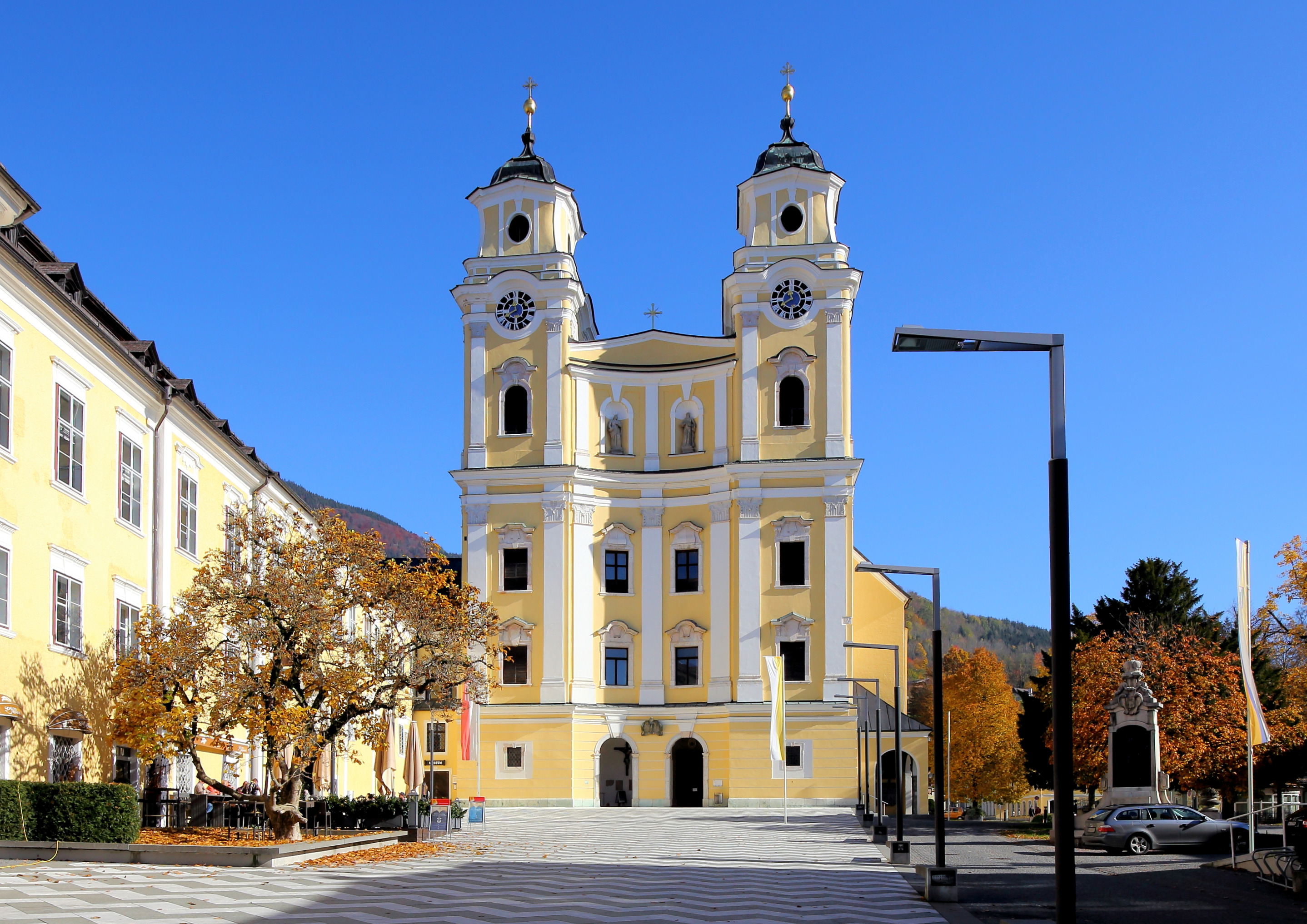
Kath. Basilika hl. Michael in Mondsee

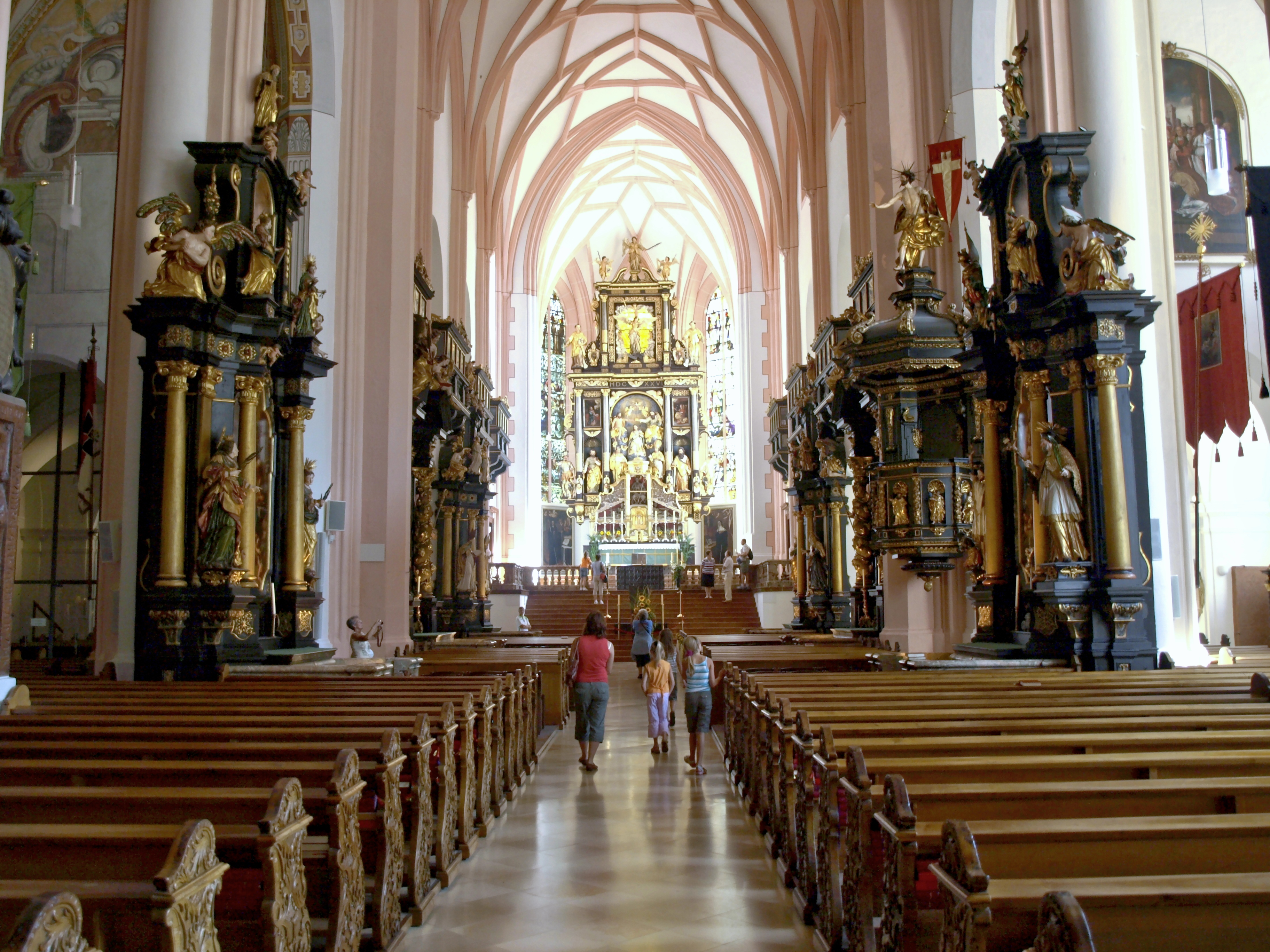
Im Langhaus zum Chor

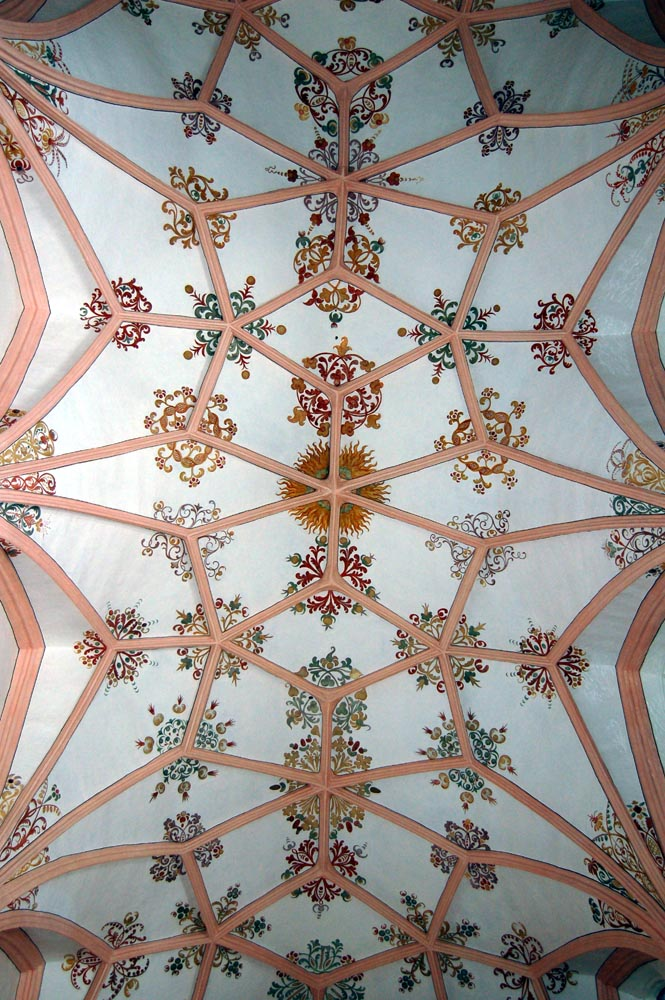
Netzrippengewölbe im Mittelschiff mit spätgotischen vegetabilen Ornamenten

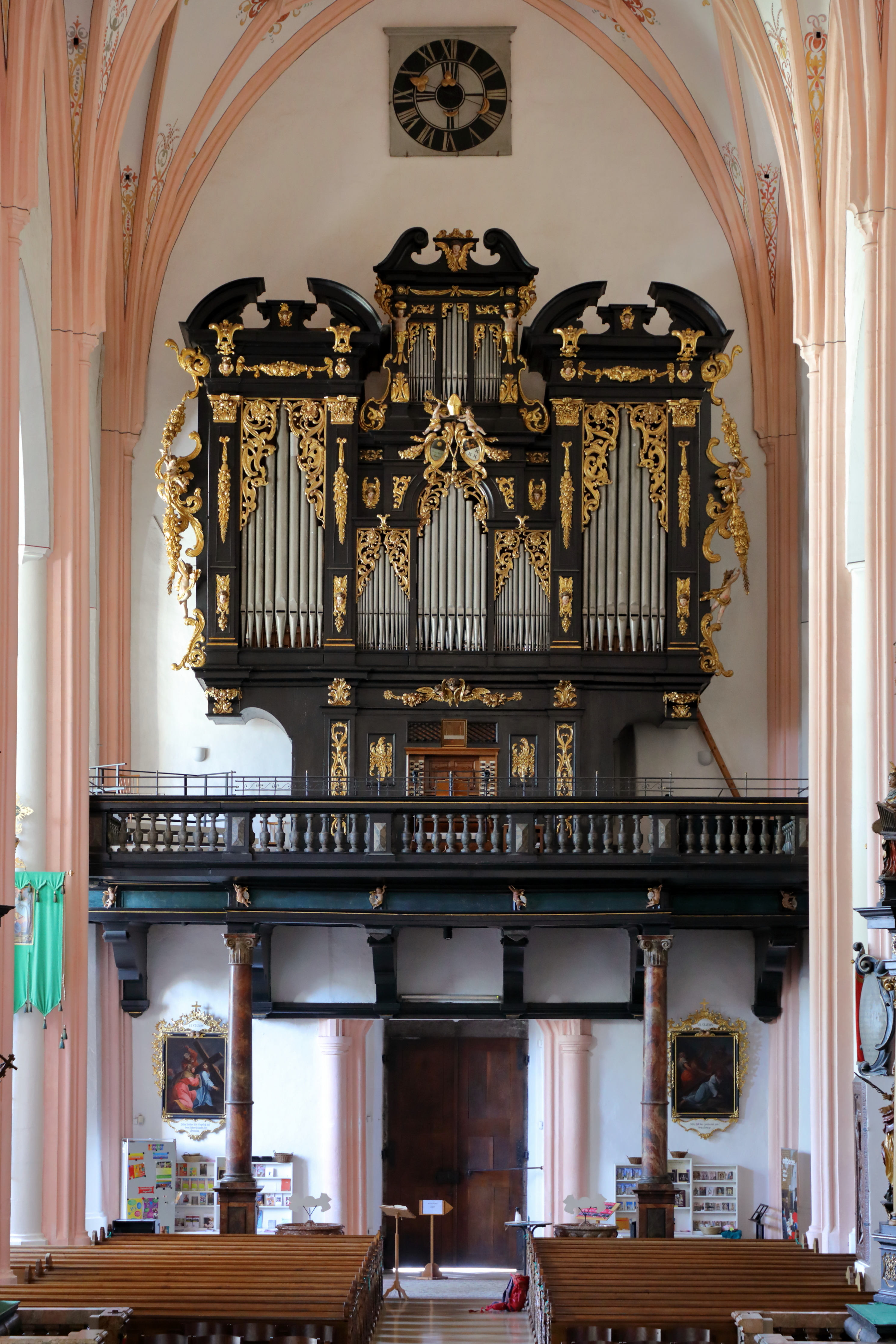
Im Mittelschiff zur hölzernen Orgelempore mit der Orgel

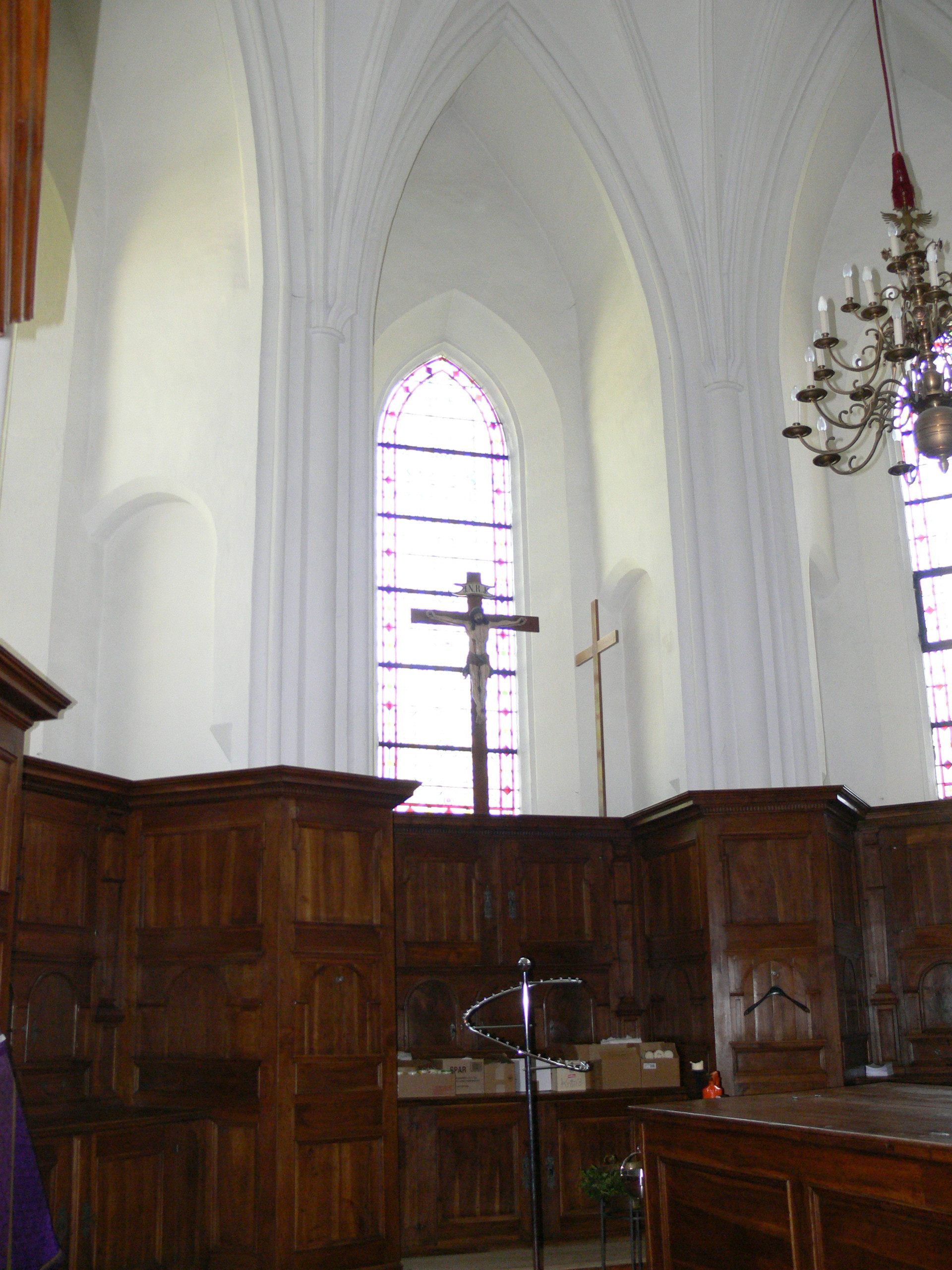
Sakristei mit eingezogenen Strebepfeilern

Die römisch-katholische Basilika Mondsee steht als ehemalige Stiftskirche in baulicher Verbindung mit dem Gebäude des ehemaligen Stifts Mondsee, das sich in der Marktgemeinde Mondsee im Bezirk Vöcklabruck in Oberösterreich befindet. Die dem heiligen Erzengel Michael geweihte Kirche gehört als Pfarrkirche zum Dekanat Frankenmarkt in der Diözese Linz. Papst Johannes Paul II. erhob 2005 die Kirche zur Basilica minor. Der Kirchenbau steht mit der Gesamtanlage des ehemaligen Klosters unter Denkmalschutz.

## Geschichte
Unter Abt Rudbert (1072–1115) wurde eine Stiftskirche erbaut und 1104 geweiht. Der romanische Bau war vermutlich eine dreischiffige querschifflose Basilika mit Chorkrypta, an den später wahrscheinlich zwei Westtürme angefügt wurden. Im 13. und 14. Jahrhundert litten die Gebäude unter Zerstörung und Bränden, 1338 wurde der Bau verfallen genannt.
Der erhaltene gotische Kirchenbau wurde unter Abt Benedikt II. Eck von Piburg (1463–1499) ab 1470 erbaut. 1477 wurde die Marienkapelle, 1487 die Hauptkirche mit dem Hochaltar und 1497 weitere Altäre geweiht. Als Baumeister der späteren Bauzeit wurde 1493 Hanns Lenngdörffer, wohl aus Burghausen, genannt.
Nach 1600 erfolgte eine Unterteilung der Vorchorseitenschiffe. Um 1670 wurde die hölzernen Empore eingebaut. Um 1674 erfolgten weitere Änderungen und Umbauten, so wurden der Lettner entfernt und die Spitzbogenfenster zwischen Kirchenchor und Bibliothek vermauert.
Der Ausbau der Türme und der Fassade erfolgte nach 1730 wohl nach einem Entwurf von Josef Munggenast in Zusammenarbeit mit Antonio Salla. Das Portal ist mit 1737 bezeichnet.
Nach einem Brand (1774) wurde das Kirchendach neu errichtet und den Türmen neue Helme aufgesetzt.
1953 wurden die Fenster der südlichen Oberwand des Mittelschiffes wieder eröffnet.
Die Basilika diente als Kulisse in der Schlusssequenz für den Film Sound of Music, wiewohl die eigentliche Hochzeit in einer Kirche in Salzburg stattgefunden hat.

## Architektur
Die bemerkenswerte dreischiffige Pseudobasilika hat einen langen Vorchor und einen erhöht gelegenen Chor. Die gotischen Bauformen zeigen den Einfluss der Braunauer Bauschule bzw. der Burghauser Bauschule. Das vierjochige Langhaus hat Netzrippengewölbe, im Mittelschiff mit der Wechselberger Figuration, in den Seitenschiffen mit einer geknickten Reihung. Im Westjoch zieht sich über alle drei Schiffe eine hölzerne Empore aus 1670. Der vierjochige Vorchor hat die gleiche Höhe und Breite wie das Mittelschiff und ein Netzrippengewölbe wie im Mittelschiff. Beidseits des Vorchores – jedoch breiter als die Seitenschiffe des Langhauses – sind vierjochige kreuzgratgewölbte Kapellen, die zum Vorchor mit Bogenöffnungen verbunden sind. Über der nördlichen Petruskapelle ist ein netzrippengewölbter Betchor, über der südlichen Marienkapelle ist ein Emporenraum aus dem 17. Jahrhundert. Der mit dem Vorchor gleich breite und um 14 Stufen erhöhte Hochchor ist zweijochig und netzrippengewölbt und schließt mit einem Dreiachtelschluss. Unter dem Hochchor ist ein Krypta aus dem 15. Jahrhundert. Nördlich des Chores befindet sich die Sakristei, ursprünglich eine Marienkapelle, ebenfalls zweijochig und mit Dreiachtelschluss, wodurch am Kirchenäußeren der Eindruck eines doppelchörigen Kirchenbaues entsteht. Die netzrippengewölbte Sakristei hat mächtige eingezogene Strebepfeiler, die umgangsartig durchbrochen sind. Über der Sakristei ist die ehemalige netzrippengewölbte Bibliothek mit einem Zugang über eine Wendeltreppen in einem Chorpfeiler. Die Strebepfeiler der Basilika sind großteils eingezogen, die Fenster teils mit altem Maßwerk. Höchst bemerkenswert ist das reich profilierte spitz- und kielbogige Sakristeiportal von der Zeit um 1487 mit Steinmetzzeichen. Darüber, in Baldachinnischen, stehen sieben gleichzeitig entstandene spätgotische Holzstatuen, die 1938 und 1958/1959 restauriert wurden. Die Sakristeitür ist ein Meisterwerk spätgotischer Schmiedeeisenkunst, das reich durchbrochene Schlüsselschild und der Zugring sind mit 1487 datiert. Die Fresken wurden 1953 freigelegt und zeigen im Mittelschiff des Langhauses reiche spätgotische vegetabile Ornamente. 1955/1956 wurde die ursprüngliche Bemalung der Sakristeitür mit Bändern in Rot und Feldern in Grün freigelegt. Im Gewölbe des Ostjoches des nördlichen Seitenschiffes sowie an der Trennwand zur Petruskapelle sind ornamentale und figurale Fresken aus dem Jahr 1607. Der gesamte Kirchenraum ist von einem mächtigen gebrochenen Mansarddach überspannt und zeigt eine reizvolle Lösung am östlichen Abschluss.
Die Westfassade in der heutigen Form nach 1730 steht mit dem Baukörper des Kirchenbaus nicht im Einklang und hat teils überhaupt keine bauliche Verbindung mit dem Kirchenschiff. Die Fassade ist schmäler als das Langhaus und ist zur Längsachse der Kirche nach Norden verschoben. Die Türme sind im Kern wohl mittelalterlich, ihre Stellung lässt Rückschlüsse auf die Breite des romanischen Vorgängerbaues zu. Zwischen den Türmen ist eine vorgeblendete konkav geschwungene zweiachsige Scheinfassade mit einem flachen Dreieckgiebel, die Scheinfassade ist mit Pilastern, zwei Gesimsen, Fenstergewände und Fensterverdachungen sowie im Fassadengiebel mit Nischen gegliedert. Die Attikaaufbauten und die barocken Turmhelme entstanden wohl erst nach 1774. Das Portal zeigt die Jahresangabe 1737. Im Erdgeschoß ist eine Vorhalle.

## Ausstattung
Besonders bemerkenswert sind die Altäre von Meinrad Guggenbichler, welche in der vorzüglichen originalen Fassung erhalten sind.
Den mächtigen Hochaltar in Schwarz-Gold schuf Hans Waldburger (1626). Um den Tabernakel wurden Reliquienschreine aufgebaut (1757). Seitlich hinter dem Altar sind zwei Ölgemälde hl. Benedikt und hl. Scholastika aus der zweiten Hälfte des 17. Jahrhunderts. Das Grabmal des Abtes Maurus I. Schaller, gestorben 1652, hat einen marmornen Altaraufbau und zeigt ein Ölgemälde auf Kupfer mit einem knienden Abt. Am Grabmal sind die Holzfiguren hl. Sebastian und hl. Rochus (um 1685), welche vom ehemaligen Pestaltar von Meinrad Guggenbichler hierher übertragen und 1957 restauriert wurden.
Im Mittelschiff und Vorchor befinden sich nach einem Rundgang gereiht: Ein Weihwasserbecken um 1670/1680. Ein Grabstein zu Abt Chunrad II., gestorben 1145, eine archaisierende vermutlich spätmittelalterliche Nachbildung. Der Anna-Altar vom Bildhauer Franz Anton Koch aus Tirol (1742) mit einem Gemälde von Jakob Zanusi. Der Heilig-Geist-Altar von Guggenbichler (1679–1781), die Fassung schuf Matthias Wichlhamber, zeigt das Altarbild Pfingsten des Malers C. P. List. Der Johannes-der-Täufer-Altar von Franz Anton Koch zeigt ein Aufsatzbild von Jakob Zanusi (1742). Im Durchgang zur Marienkapelle ist ein Grabstein zu Abt Chunrad III., gestorben 1406. Den Josef-Altar schuf Franz Anton Koch, das Gemälde Jakob Zanusi (1741). Der Wolfgang-Altar (1679–1681) von Guggenbichler, hat eine Fassung von Wichlhamber, und zeigt das Gemälde Wunder des hl. Wolfgang von List (1680). Die Kanzel (1682–1687) von Guggenbichler trägt Statuen an der Brüstung sowie die Statue Auferstandener auf dem Schalldeckel. Den Antonius-Altar schuf Franz Anton Koch (1742). Er zeigt ein Gemälde von Jakob Zanusi (1741).
In der Kirchenvorhalle sind vier Römersteine, jener zu Claudia Praesentian zeigt zwei Portraitreliefs. Es gibt einen Stein mit vier übereinanderstehenden Bogenstellungen. Es gibt einen Grabstein zu Abt Johannes Hörmann, gestorben 1569.
In der Sakristei ist ein Lavabo aus 1652. Die Sakristeischränke sind aus der ersten Hälfte des 17. Jahrhunderts. Im Betchor stehen eine spätgotische Bank und ein Abtsitz. Die Statue hl. Benedikt um 1692 ist wohl aus der Werkstatt Guggenbichlers.
In der ehemaligen Bibliothek ist ein Heimat- und Kirchenmuseum mit bemerkenswerten gotischen Vortragestangen, mit mehreren Statuen aus der Guggenbichler-Werkstatt, einem Gemälde Verkündigung von Ämilian Rösch. Zwei Tafelbilder hl. Elisabeth und hl. Rosalia (um 1600) sind wohl Altarbilder.

## Orgel und Geläut
Die Orgel wurde 1678 von Christoph Egedacher erbaut, 1690 übernahm Meinrad Guggenbichler die Gestaltung des Orgelgehäuses. Am 7. Mai 1857 wurde ein neues Instrument eingeweiht, das Johann Nep. Karl Mauracher aus Braunau am Inn geschaffen hatte. Seit 1999 enthält das Gehäuse ein Werk von Alfred Kern & fils.
Das Mondseer Stiftsgeläut besteht aus 5 Glocken in der Schlagtonfolge as° – c′ – es′ – ges′, wobei die zweitgrößte Glocke (2078 kg) noch aus dem 18. Jahrhundert stammt.
Das historische Barockgeläut umfasste 6 Glocken, von denen 5 von Johann Baptist Oberascher aus Salzburg in den Jahren 1774/75 gegossen wurden. Mit einem Gesamtgewicht von 7415 kg zählte das Mondseer Stiftsgeläut zu den bedeutendsten Gussleistungen der Barockzeit in Österreich. Die große Glocke mit einem Gewicht von 4364 kg war für ihren schönen Klang weithin berühmt. Während des Ersten Weltkrieges mussten 4 dieser Glocken abgegeben werden und wurden zerstört. Lediglich die Frauenglocke (Glocke 2) blieb erhalten.
In der Zwischenkriegszeit wurden 2 kleinere Glocken mit einem Gesamtgewicht von 918 kg bei der Gießerei St. Florian in Auftrag gegeben, welche im Zweiten Weltkrieg neuerlich abgegeben werden mussten.
Nach dem Krieg wurde schließlich 1949 wiederum die Glockengießerei Oberascher (Gießer Ing. Georg Sippel) mit der Herstellung eines neuen Geläuts beauftragt. Mit einem Gesamtgewicht von 8347 kg stellt das Mondsee Stiftsgeläut eines der größten und tontiefsten Geläuteensembles Österreichs dar.